# 普拉蒂纳姆 (阿拉斯加州)
普拉蒂纳姆（英語：Platinum），是美国阿拉斯加州的一座城市。该市的人口在2000年为41人，2010年有61人。人口在阿拉斯加州排行第142。